# Tsjecho-Slowakije
Tsjecho-Slowakije of Tsjechoslowakije was een republiek in Midden-Europa, ontstaan bij het uiteenvallen van de Donau-monarchie (Oostenrijk-Hongarije) na de Eerste Wereldoorlog. Op 1 januari 1993 volgde een (vreedzame) opdeling in Tsjechië en Slowakije.

## Naam en spelling

### Naam
In de geschiedenis heeft Tsjecho-Slowakije meerdere namen gehad:
- Eerste Tsjecho-Slowaakse Republiek (Tsjechisch: Československá republika, afgekort ČSR) was de naam van 1918 tot 1938.
- Tweede Tsjecho-Slowaakse Republiek (Tsjechisch: Československá republika, afgekort ČSR) was de naam van 1938 tot 1939.
- Tsjecho-Slowaakse regering in ballingschap (Tsjechisch: Prozatímní státní zřízení československé) was de naam voor de regering in ballingschap tussen 1939-1945 en werd enkel erkend door de geallieerden.
- Derde Tsjecho-Slowaakse Republiek (Tsjechisch: Československá republika, afgekort ČSR) was de naam van 1945 tot 1960.
- Tsjecho-Slowaakse Socialistische Republiek (Tsjechisch: Československá socialistická republika, afgekort ČSSR) was de naam van 1960 tot 1990;
- Tsjechische en Slowaakse Federale Republiek (Tsjechisch: Česká a Slovenská federativní republika, afgekort ČSFR) was de naam na de Fluwelen Revolutie van 1989 tot de opdeling van de staat in 1993.

### Spelling
De schrijfwijze Tsjecho-Slowakije met een koppelteken (Tsjechisch/Slowaaks: Česko-Slovensko) was in Tsjechoslowakije de officiële spelling gedurende volgende perioden:
1. 1918 tot 1920 (volgens enkele geschiedkundigen tot 1923)
2. eind 1938 tot 14 maart 1939
3. April 1990 tot en met de splitsing op 31 december 1992[bron?]

De naam was oorspronkelijk analoog aan "Oostenrijk-Hongarije" samengesteld. Vaak raakte het koppelteken in onbruik en gaf men de voorkeur aan het aaneengeschreven Tsjechoslowakije (officieel gedurende het grootste deel van de staatsgeschiedenis). Tegenwoordig wordt de naam in Tsjechië volgens de officiële Tsjechische spellingsregels aaneengeschreven als 'Tsjechoslowakije' (Tsjechisch: Československo), terwijl deze in Slowakije nog steeds met een koppelteken wordt geschreven: "Tsjecho-Slowakije" (Slowaaks: Česko-Slovensko). In Vlaanderen komen de spellingvarianten Tsjecho-Slovakije en Tsjechoslovakije veelvuldig voor.

## Geschiedenis
Tsjecho-Slowakije ontstond als staat na het uiteenvallen van Oostenrijk-Hongarije, toen men de Oostenrijkse delen Bohemen en Moravië samenvoegde met de Hongaarse delen Slowakije en Roethenië. De eerste president van Tsjecho-Slowakije was Tomáš Masaryk.

### Interbellum

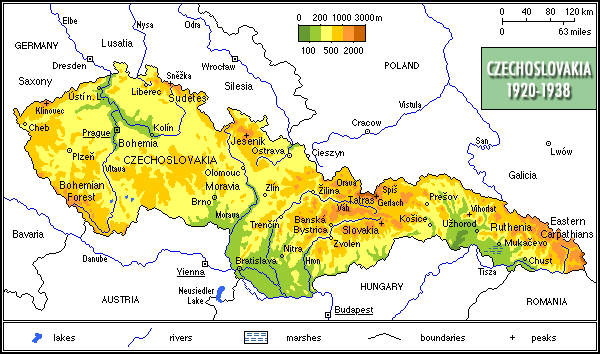
Hoogtekaart van Tsjecho-Slowakije tussen 1920 en 1938

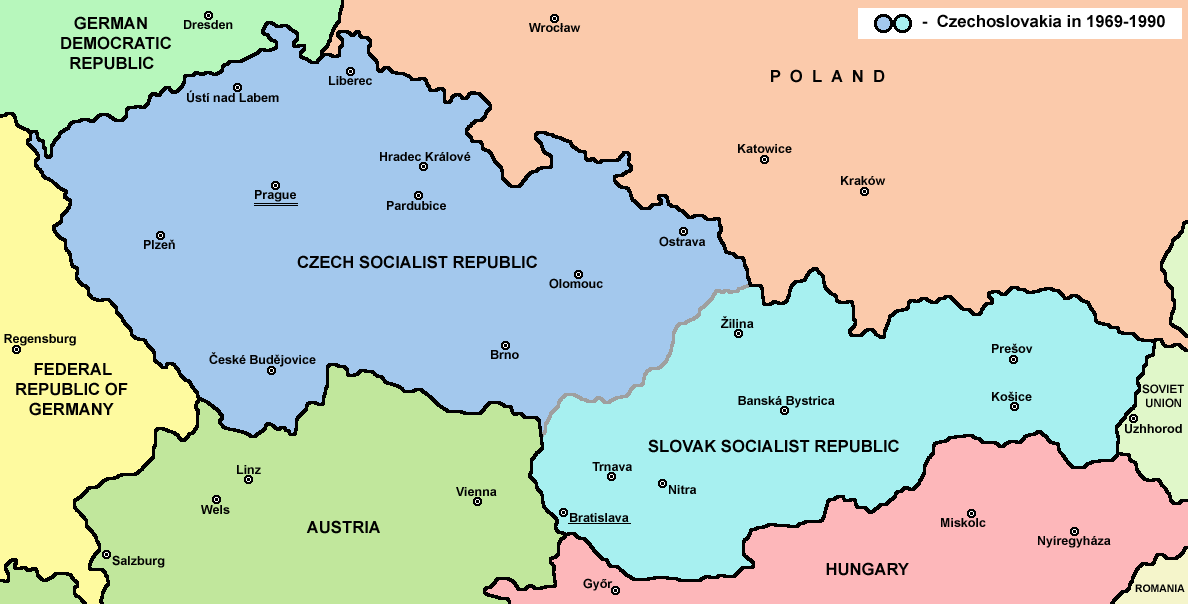
Tsjechië en Slowakije

Tsjecho-Slowakije is nooit echt een stabiele staat geweest, maar er was altijd een sterk nationaal besef, ondanks de etnische diversiteit van het land. Bij de volkstelling van 1921 was de bevolkingssamenstelling als volgt:
- Tsjechen 6,8 miljoen (51,5%)
- Duitsers 3,2 miljoen (23,4%)
- Slowaken 2,3 miljoen (14%)
- Hongaren 884 000 (6,7%)

Daarnaast waren er grote minderheden van Roethenen (benaming voor Oekraïners) en kleinere minderheden van Joden en Polen.
Als bestuurstalen van Tsjecho-Slowakije werden het Tsjechisch en het Slowaaks gehanteerd, terwijl er veel meer Duitsers dan Slowaken woonden en de Duitsers economisch het meeste geld voor het land opbrachten. Bij deze groepen leidde dit tot een streven naar autonomie of aansluiting bij het moederland. Echter voelden ook de Slowaken zich achtergesteld.
Ontwikkelingen:
- Op 14 september 1918 werd de eerste president benoemd, genaamd Tomáš Masaryk.
- In 1938 werd het Sudetenland opgenomen in nazi-Duitsland na de Conferentie van München.
- Polen bezette in 1938 Teschen.
- Slowakije verklaarde zich in 1939 onafhankelijk.
- Roethenië kreeg in 1938 autonomie en verklaarde zich in 1939 onafhankelijk, waarna het binnen 24 uur door Hongarije werd bezet.
- Het zuiden van Slowakije met grote Hongaarse minderheden kwam in 1939 weer bij Hongarije. Tsjechië werd als protectoraat Bohemen en Moravië door Duitsland ingelijfd.

### 1945-1990
Na de oorlog werd de staat Tsjecho-Slowakije hersteld, aanvankelijk weer als parlementaire democratie. De Duitse bevolking werd verdreven en Roethenië werd door de Sovjet-Unie ingelijfd. Op 20 februari 1948 grepen de communisten de macht in de Praagse Coup, niet met bloedvergieten en geweld maar onder de toejuichingen van ongeveer de helft van de bevolking.
In 1951 vonden zuiveringen plaats binnen de communistische leiding. Onder anderen partijsecretaris Rudolf Slánský werd op beschuldiging van titoïsme opgehangen. Een stalinistisch bewind onder Klement Gottwald en later Antonín Novotný handhaafde zich vervolgens tot 1968.
In 1968 kwam een groep van hervormers aan het bewind, onder leiding van Alexander Dubček. Het doel was de ontwikkeling van een "communisme met een menselijk gezicht". Dit half jaar wordt de Praagse Lente genoemd. Troepen van het Warschaupact maakten eind augustus een einde aan het experiment.
In 1990 werden voor het eerst vrije verkiezingen gehouden sinds de Tweede Wereldoorlog, waarbij de communistische partij slechts 14% van de stemmen kreeg. Václav Havel werd president. Deze overgangsperiode heet de "Fluwelen Revolutie".

### Uiteenvallen
Met het wegvallen van de dictatuur zagen de Slowaken hun kans schoon om meer autonomie te eisen, want onder het communisme was de federale structuur van Tsjecho-Slowakije al te vaak een lege doos gebleken. De Slowaken, onder leiding van Vladimír Mečiar (die een coalitie vormde met de SNS) eisten een confederale staatsstructuur, maar kregen een nee van de Tsjechische minister-president Václav Havel, die de Slowaken voor de keus stelde: ofwel een sterke federatie, ofwel separatisme.
Slowakije verklaarde zich op 17 juli 1992 soeverein, nam op 3 september een eigen grondwet aan en splitste zich officieel af op 1 januari 1993. De splitsing werd in Slowakije uitgebreid gevierd, in Tsjechië waren er geen feestelijkheden.

## Tijdlijn
| |                                                      |                                                      |                                                                                  |                                                     |                                               |                                                               |                                                                |                                                        |
| | Tsjecho-Slowakije – Tsjechoslowakije (1918-1992)     |                                                      |                                                                                  |                                                     |                                               |                                                               |                                                                |                                                        |
| Oostenrijk-Hongarije (tot 1918) Bohemen, Moravië, delen van Silezië, noorden van Koninklijk Hongarije (Slowakije en Karpato-Roethenië) | Eerste Tsjecho-Slowaakse Republiek (ČSR) (1918-1938) | "Sudetenland" (1938-1945)                            | "Sudetenland" (1938-1945)                                                        | Derde Tsjecho-Slowaakse Republiek (ČSR) (1945-1948) | Tsjecho-Slowaakse Republiek (ČSR) (1948-1960) | Tsjecho-Slowaakse Socialistische Republiek (ČSSR) (1960-1990) | Tsjechische en Slowaakse Federale Republiek (ČSFR) (1990-1992) | Tsjechië (ČR) (sinds 1993) Slowakije (SR) (sinds 1993) |
| Oostenrijk-Hongarije (tot 1918) Bohemen, Moravië, delen van Silezië, noorden van Koninklijk Hongarije (Slowakije en Karpato-Roethenië) | Eerste Tsjecho-Slowaakse Republiek (ČSR) (1918-1938) | Tweede Tsjecho-Slowaakse Republiek (ČSR) (1938-1939) | Protectoraat Bohemen en Moravië (1939-1945) Slowaakse Republiek (SR) (1939-1945) | Derde Tsjecho-Slowaakse Republiek (ČSR) (1945-1948) | Tsjecho-Slowaakse Republiek (ČSR) (1948-1960) | Tsjecho-Slowaakse Socialistische Republiek (ČSSR) (1960-1990) | Tsjechische en Slowaakse Federale Republiek (ČSFR) (1990-1992) | Tsjechië (ČR) (sinds 1993) Slowakije (SR) (sinds 1993) |
| Oostenrijk-Hongarije (tot 1918) Bohemen, Moravië, delen van Silezië, noorden van Koninklijk Hongarije (Slowakije en Karpato-Roethenië) | Eerste Tsjecho-Slowaakse Republiek (ČSR) (1918-1938) | Karpato-Oekraïne (1938-1939)                         | Karpato-Roethenië bij Hongarije (1939-1945)                                      | deel van Oekraïense SSR (1945-1991)                 | deel van Oekraïense SSR (1945-1991)           | deel van Oekraïense SSR (1945-1991)                           | Oblast Transkarpatië Oekraïne (vanaf 1991)                     | Oblast Transkarpatië Oekraïne (vanaf 1991)             |
| |                                                      | Duitse bezetting / Tweede Wereldoorlog               | Duitse bezetting / Tweede Wereldoorlog                                           | Sovjetperiode / Volksrepubliek                      | Sovjetperiode / Volksrepubliek                | Sovjetperiode / Volksrepubliek                                |                                                                |                                                        |
| |                                                      |                                                      | Regering in ballingschap                                                         |                                                     |                                               |                                                               |                                                                |                                                        |
| |                                                      |                                                      |                                                                                  |                                                     |                                               |                                                               |                                                                |                                                        |